# Bousbach
Bousbach település Franciaországban, Moselle megyében. Lakosainak száma 1188 fő (2022. január 1.). Bousbach Behren-lès-Forbach, Folkling, Kerbach, Nousseviller-Saint-Nabor és Tenteling községekkel határos.

## Népesség
A település népességének változása:
| Lakosok száma | 649  | 843  | 913  | 1104 | 1149 | 1194 | 1226 | 1248 | 1228 | 1188 |
|               | 1968 | 1982 | 1990 | 2006 | 2013 | 2015 | 2017 | 2019 | 2020 | 2022 |